# Wa Seng
Wa Seng é um clube de futebol de Macau.

## Títulos
- Liga de Macau (2): 1984, 1988